# (2228) Soyuz-Apollo
(2228) Soyuz-Apollo (1977 OH) – planetoida z zewnętrznego regionu pasa asteroid o średnicy około 26 kilometrów. Została odkryta 19 lipca 1977 roku przez radzieckiego astronoma Nikołaja Czernyka w Krymskim Obserwatorium Astrofizycznym zlokalizowanego na Półwyspie Krymskim. Planetoida została nazwana na cześć misji kosmicznej Apollo-Soyuz.

## Orbita i klasyfikacja
Jest planetoida klasy C będąca członkiem rodziny Themis. Okrąża Słońce w zewnętrznym pasie głównym w odległości 2,6-3,7 AU raz na 5 lat i 7 miesięcy. Jej okres obrotu wynosi 5,4 godziny, a albedo 0,10 i 0,11, co zostało ustalone dzięki misjom AKARI i WISE.

## Nazewnictwo
Planetoida została nazwana na cześć wspólnej radziecko-amerykańskiej misji kosmicznej o nazwie Apollo-Sojuz, która została przeprowadzona w 1975 roku. Odwrócenie nazw, „Sojuz-Apollo” zamiast „Apollo-Sojuz”, nie miało charakteru politycznego, ale miało na celu uniknięcie pomyłki z asteroidą (1862) Apollo. Oficjalne nazewnictwo zostało opublikowane przez Minor Planet Center 1 marca 1981 roku.